# Pro Evolution Soccer (serijal)
Pro Evolution Soccer (u Japanu i SAD-u poznat i kao Winning Eleven) serijal je nogometnih videoigara japanskog proizvođača Konamija. Za status najpopularnije i najprodavanije nogometne simulacije za igraće konzole i računala bori se sa serijalom FIFA, američkog proizvođača EA Sports.
Pro Evolution Soccer nasljednik je Konamijevog serijala nogometnih simulacija International Superstar Soccer.

## Sve igre u PES serijalu
| Ime                       | Godina |
| ------------------------- | ------ |
| Pro Evolution Soccer      | 2001.  |
| Pro Evolution Soccer 2    | 2002.  |
| Pro Evolution Soccer 3    | 2003.  |
| Pro Evolution Soccer 4    | 2004.  |
| Pro Evolution Soccer 5    | 2005.  |
| Pro Evolution Soccer 6    | 2006.  |
| Pro Evolution Soccer 2008 | 2007.  |
| Pro Evolution Soccer 2009 | 2008.  |
| Pro Evolution Soccer 2010 | 2009.  |
| Pro Evolution Soccer 2011 | 2010.  |
| Pro Evolution Soccer 2012 | 2011.  |
| Pro Evolution Soccer 2013 | 2012.  |
| Pro Evolution Soccer 2014 | 2013.  |
| Pro Evolution Soccer 2015 | 2014.  |
| Pro Evolution Soccer 2016 | 2015.  |
| Pro Evolution Soccer 2017 | 2016.  |
| Pro Evolution Soccer 2018 | 2017.  |

## Vanjske poveznice
- Konami Europe (engl.)